# کاپرتزو
کاپرتزو (به ایتالیایی: Caprezzo) یک کومونه در ایتالیا است که در استان وربانو-کوزیو-اوسولا واقع شده‌است.

## خصوصیات
کاپرتزو ۷٫۳ کیلومترمربع مساحت و ۱۷۰ نفر جمعیت دارد و ۵۳۰ متر بالاتر از سطح دریا واقع شده‌است.